# Thesium leucanthum
Thesium leucanthum är en sandelträdsväxtart som beskrevs av Ernest Friedrich Gilg. Thesium leucanthum ingår i släktet spindelörter, och familjen sandelträdsväxter. Inga underarter finns listade i Catalogue of Life.